# 生駒吉乃
生駒吉乃（いこま きつの，1528年？—1566年5月31日），或稱生駒夫人，日本戰國時代女性，生駒家宗之女，織田信長側室。信忠(?)、信雄、德姬的生母。法名久庵桂昌大禪定尼。

## 生平
出身尾張國丹羽郡小折村，以馬借（以馬匹為主的運輸業）為家業的武家商人生駒家宗之女，織田家臣生駒家長之妹，生駒親正遠親，名字出處『前野家文書』記述「吉乃（吉野）」所創作的名稱。
早先最初嫁與土田彌平次成婚，後來彌平次在長良川之戰的明智城會戰當中戰死，吉乃便成為寡妻返回娘家「生駒屋敷」，不久隨即為信長見到她之後便納為側室。
史料記述織田信忠的生母亦同樣姓生駒氏緣故，一般被認為是信忠的生母以及是信長最寵愛的女性等傳說。
1558年時，生下信長次子織田信雄，有傳說同一年出生的信長三子織田信孝，其實比信雄早幾天生，吉乃較得信長寵愛重視緣故，信孝只好排行在後面；1559年時，生下女兒德姬。信長原本已有長子織田信正（過繼庶兄信廣為嗣子），卻以吉乃之子做嫡長子，並名分上成為信長正室·濃姬的養子。
移居到小牧山城
1563年，信長為攻略美濃將主要兵力移駐小牧山城，在此地有為她建設專屬宅邸，然而吉乃在生完三個小孩以後，健康狀況並不太好，以致於臥病在床，因此留在生駒屋敷養病遲遲未移住。後來信長還是將她移居到小牧山城，時時造訪，但吉乃還是於1566年過世，死後便進行火葬，信長贈送香華料與660石俸祿給生駒家。
她的亡年39歲（沒有準確死亡年紀），一般認定她的年紀比信長大上好幾歲。吉乃過世後，葬在生駒家的寺廟龍德寺(今名久昌寺)，法名「久庵桂昌」。
現今在菩堤寺·久昌寺的荼毘地裡則有相關墓碑存在。

## 諸史料逸聞相異記述
早期文史記錄以「生駒家宗女」稱之，身份與事蹟仍有不明確之處，吉乃的事蹟可能會雖著文史發現而變更。
現今對生駒吉乃的事蹟，大多來自『前野家文書』（又稱『武功夜話』）這部文書著作。

### 家世背景
生駒氏相傳是藤原良房的後裔子孫，姓氏由來取自祖居地大和國平群郡生駒庄，室町時代後期近畿地方發生應仁之亂，時為生駒氏當主的生駒家廣為躲避戰禍輾轉遷居至尾張國丹羽郡小折村並在此安居，成為尾張生駒家初代宗主。
生駒家宗（尾張生駒家第3代宗主，生駒豐政之子），是尾張國丹羽郡小折村（今愛知縣江南市小折町）的當地富商，主要從事往返飛騨國至三河國之間的商圈經營而致富，而本家屋敷的富麗規模在當地有小折城的別稱。
生駒家宗曾服屬犬山城主·織田信康與信清父子兩代，在織田信長統一尾張之後，轉而仕屬織田信長，其女後來成為信長的側室，其子生駒家長也成為信長的家臣，織田信長借重生駒家的居地是聚集各地人力場所與商路財力情報而備受重用。
曾祖輩
- 生駒家廣

祖輩
- 生駒豐政、女(土田秀久室)

父輩
- 生駒家宗(父)、生駒親重(堂親)

平輩
- 生駒家長(兄)、生駒吉乃(己)、生駒親正(堂親)

### 對於生歿年齡
若以歿年記錄為「永禄9年（1566年）5月13日，享年39歲」來推算，年齡可能大於信長約6、7歲之間；亦有死去時29歲說法，如此的話年紀可能小於信長3、4歲之間。

### 信忠生母的身份傳說
信忠的生母傳說是生駒蔵人家宗之女，信雄、五德的生母。(織田家雑録)
有一說身份是濃姬的侍女，本名與出身氏族皆不明，1571年6月信忠在崇福寺主持喪葬儀式時記述入葬者法名久庵慶珠的女性，被認為可能是信忠生母。
該位女性法名在岐阜県岐阜市長良的崇福寺所收錄的『崇福寺宛信忠文書』文獻記載為久庵慶珠，吉乃的法名在愛知縣江南市的久昌寺所收錄文獻記載為久庵桂昌，然而慶珠與桂昌的日文讀音並不相同，兩個迥異的法名共同處在前兩字皆為久庵，在日本戰國時代女性的法名會取用相同的字序並不常見。

## 備註
1. ↑  根據「菩提寺位牌裏書」的記述。

## 登場作品
影視劇
- 德川家康（1964年、NET、演：平松淑美）
- 德川家康（1983年、NHK大河劇、演：小田切薰）
- 信長KING OF ZIPANGU（1992年、NHK大河劇、演：高木美保）
- 獲取天下的男人 豐臣秀吉（日语：天下を獲った男 豊臣秀吉）（1993年、TBS、演：鷲尾依沙子（日语：鷲尾いさ子））
- 織田信長（日语：織田信長 (1994年のテレビドラマ)）（1994年、TX、演：草野由紀子）
- 豐臣秀吉 獲取天下！（日语：豊臣秀吉 天下を獲る!）（1995年、TX、演：高島禮子）
- 秀吉（1996年、NHK大河劇、演：齊藤慶子（日语：斉藤慶子））
- 織田信長 取得天下的傻瓜（日语：織田信長 天下を取ったバカ）（1998年、TBS、演：麻生祐未）
- 利家與松（2002年、NHK大河劇、演：森口瑤子）
- 濃姬（日语：濃姫 (テレビドラマ)）（2013年、EX、演：白須慶子）
- THE LEGEND & BUTTERFLY（2023年、東映、演：見上愛）

漫畫
- 信長老師的年幼妻子（雙葉社、紺野安須（日语：紺野あずれ）作）

## 外部連結
- 江南市公式HP